# Place d'Armes (Rodez)
Pour les articles homonymes, voir Place d'Armes.
La place d’Armes est une place pavée située en centre-ville de Rodez face à la façade ouest de la cathédrale.

## Situation et accès
Le parvis, au pied de la Cathédrale N.D. de Rodez, est une place étendue tout en étant le point central de la ville. Accessible des quatre côtés, elle peut être utilisée pour les animations ou d’autres rassemblements. Des travaux y ont été réalisés entre janvier et juillet 2013 où elle a été complètement aplanie. De plus, l’ensemble des matériaux – réseau d’assainissement, béton, dallage et pavées, mobilier urbain, plantations d’arbres – ont été revus. Concernant les voies de circulation adjacentes à la place, la circulation automobile s’effectue désormais sur du bitume et non plus sur des pavés,,,.
- L'avenue Victor-Hugo, la rue Béteille, et le boulevard Gally débouchent directement sur la place d'Armes.
- Une borne d'appel des taxis de Rodez est située au nord de la place.
- L'arrêt Place d'Armes du réseau de transport urbain Agglobus dessert la place via les lignes C, L, S et Dim. La ligne B, reliant Olemps à Bourran via le centre-ville, ainsi que les lignes A, C, D, H, K et L passent par l'arrêt Place Foch, et permettent ainsi l'accès à la place d'Armes située à proximité immédiate de cet arrêt.

## Origine du nom
Située généralement au centre d'une fortification, une place d'armes est le lieu de rassemblement d'une petite troupe et un espace central accueillant les cérémonies importantes de la vie militaire.
La place d'Armes était autrefois le cœur de la ville de Rodez.

## Historique

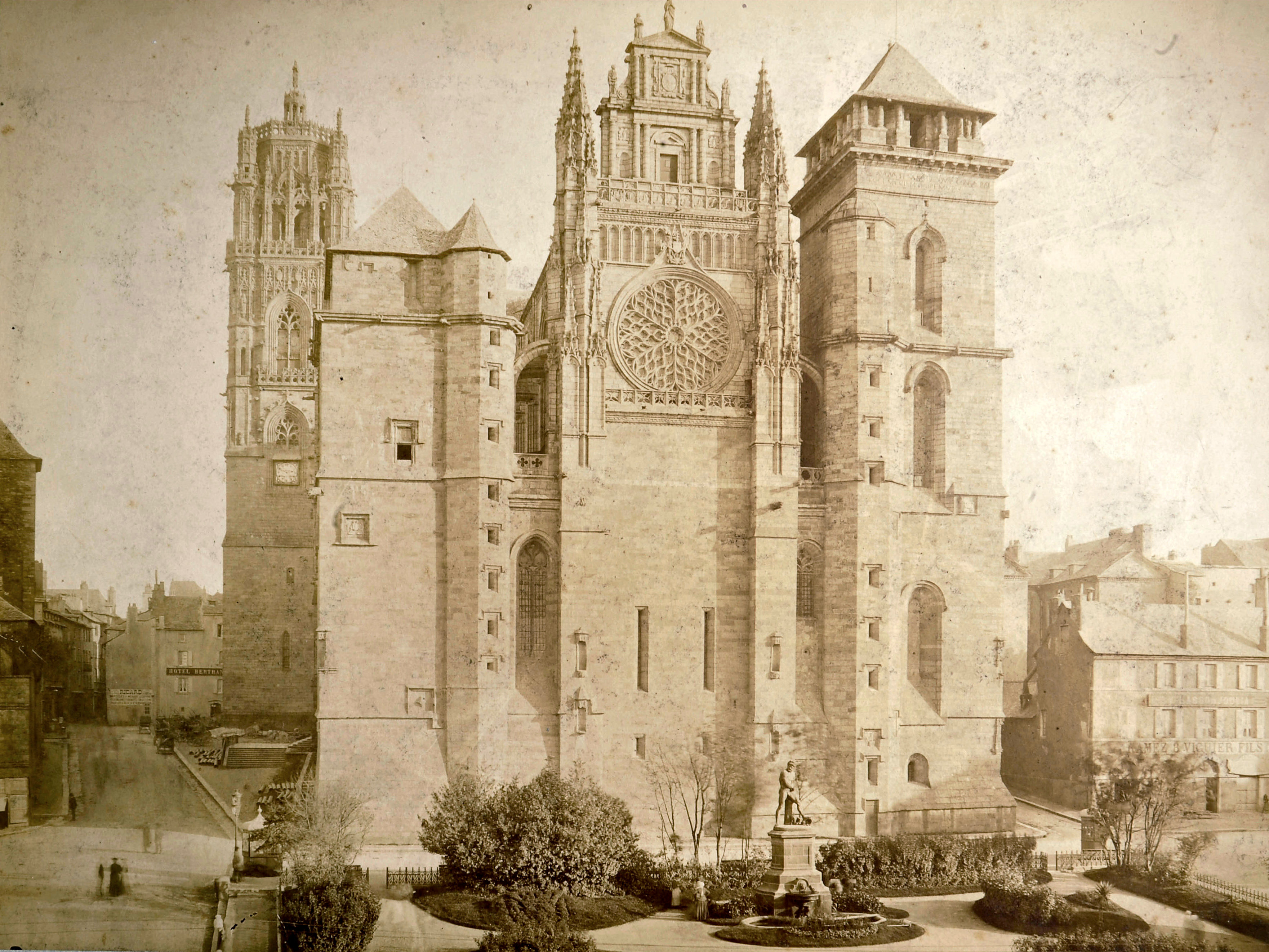
Place d'Armes en 1885.

Au Moyen Âge, cette place n'existait pas, puisque la zone où elle se trouve actuellement est située à l'extérieur des anciens remparts de la cité ruthénoise. Elle ressemblait à l'époque à un vaste terrain vague. Dès la fin du XVIIe siècle, on éleva en son centre une grande croix qui fut retirée lors de la Révolution. Entre-temps, les consuls de Rodez prirent la décision d'assainir cet espace de manière à faciliter l'accès au chemin royal reliant Rodez à Espalion. On y apporta, par charrettes, des débris de l'église Saint-Amans, afin de constituer le parterre de la place. Mais sa construction mit tellement de temps que même après la Révolution, elle gardait encore ses traits originels. La guillotine, anciennement située place du Bourg, fut transportée sur ladite place d'Armes car elle troublait l'ordre public. L'embellissement des boulevards jouxtant la place accéléra sa construction. Elle ressemblait alors à un fer à cheval surélevé, se terminant par un escalier de 25 marches donnant accès au Foirail. C'est enfin le 30 mai 1848, que la mairie inaugura la toute nouvelle place d'Armes en plantant un arbre à la liberté, à la place d'une nouvelle croix monumentale plantée en 1824 en l'honneur du retour d'un évêque. En 1859, le maire Adrien Rozier décide d'abaisser la place d'Armes de 2 mètres, en rasant l'escalier, de manière à rejoindre le Foirail en pente douce. Un square fut aménagé en son centre lors d'un concours agricole en 1861. Le 19 mai 1861, une statue de Samson fut érigée sur la place, entrainant une grande polémique dans toute la ville. La statue fut finalement retirée pour laisser place, le 28 juin 1925, à un monument de la Victoire à la suite de la Grande Guerre. C'est d'ailleurs à cette même époque que l'on songea à renommer la place en l'honneur du maréchal Foch, proposition décriée par les ruthénois. Entre-temps, le maire Louis Lacombe va faire planter des conifères autour de la place. Le maire Roland Boscary-Monsservin décide en 1974 de déplacer la statue de la victoire dans le jardin public, afin de rendre à la place sa nudité d'origine, permettant ainsi de rétablir la perspective de la cathédrale depuis l'avenue Victor Hugo. Aujourd'hui, la place constitue un carrefour principal de Rodez, devenant le point de départ et d'arrivée des principales artères de la ville.

10e étape du Tour de France 2019
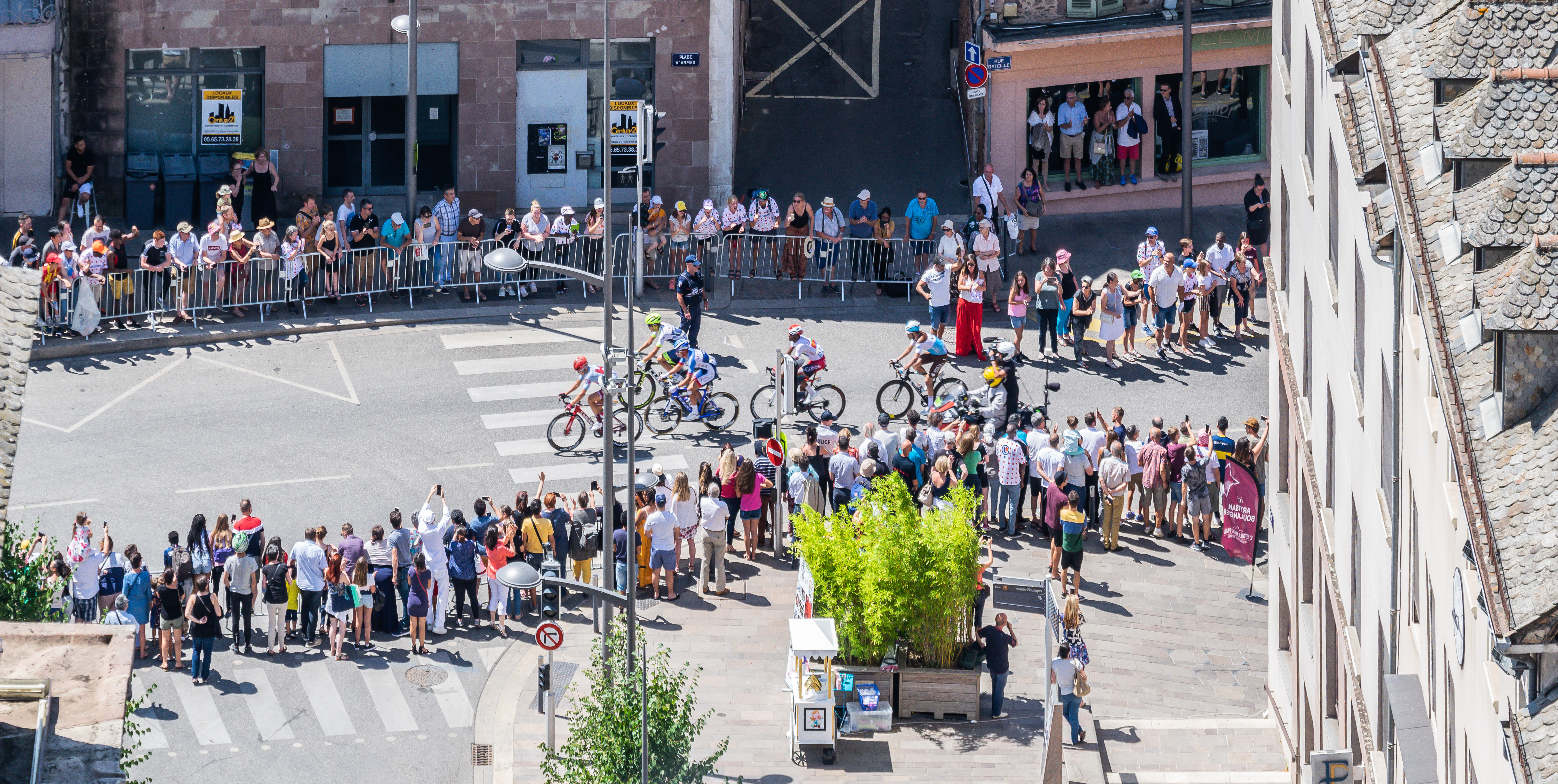
Passage de la tête de la course [6] à l'entrée de la place d'Armes 10e étape du Tour de France 2019
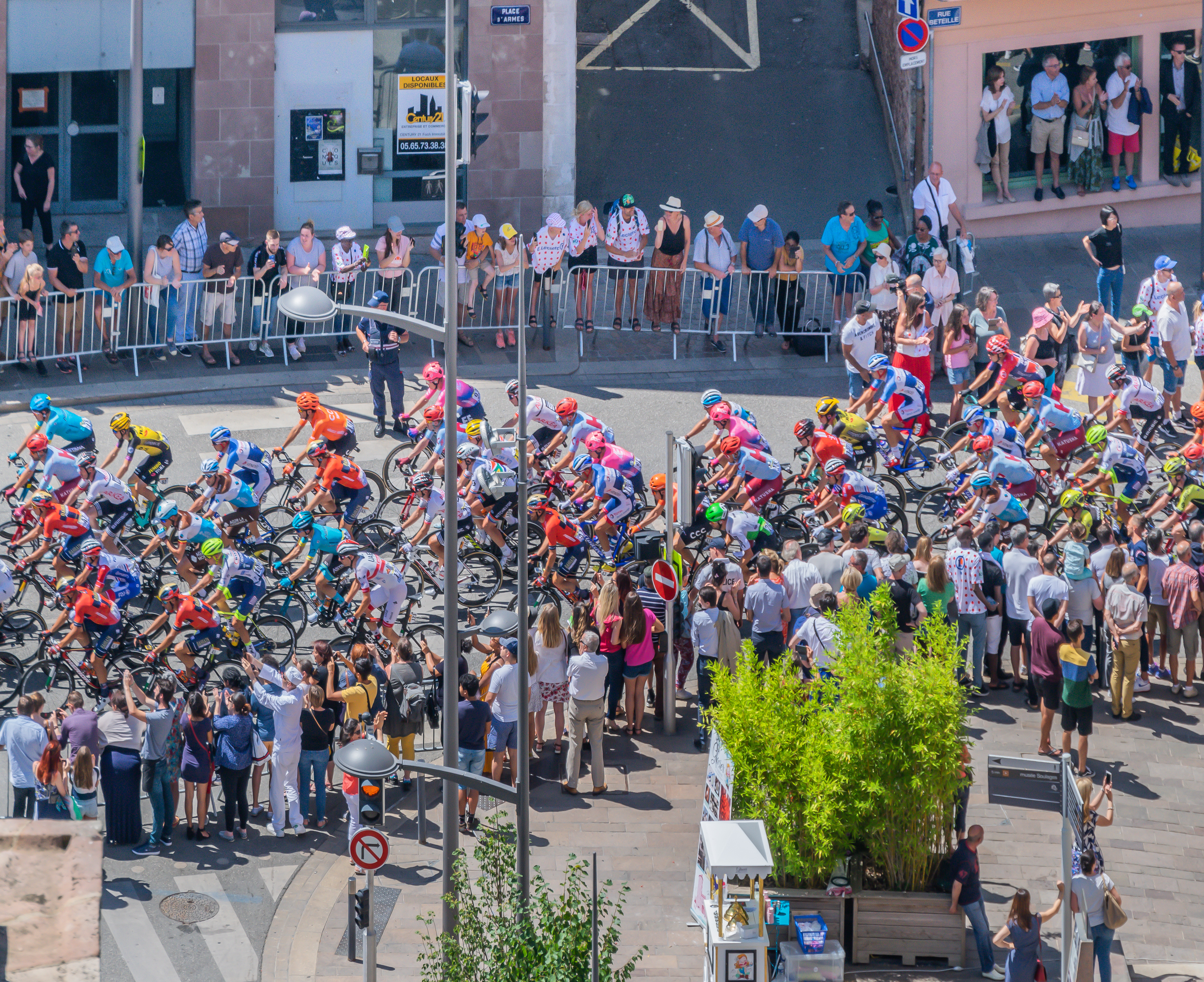
Passage du peloton à l'entrée de la place d'Armes

## Bâtiments remarquables et lieux de mémoire
- Cathédrale Notre-Dame de Rodez
- Monument de la Victoire, déplacé au jardin public du Foirail
- Statue de Samson, fondue lors de la Seconde Guerre mondiale